# Мон (Приморская Шаранта)
Мон (фр. Mons) — коммуна во Франции, находится в регионе Пуату — Шаранта. Департамент коммуны — Приморская Шаранта. Входит в состав кантона Мата. Округ коммуны — Сен-Жан-д’Анжели.
Код INSEE коммуны — 17239.

## Население
Население коммуны на 2010 год составляло 468 человек.
| 1962 | 1968 | 1975 | 1982 | 1990 | 1999 | 2010 |
| ---- | ---- | ---- | ---- | ---- | ---- | ---- |
| 534  | 530  | 509  | 488  | 439  | 448  | 468  |